# Raționalitate
Raționalitatea este o proprietate informațională. Este capabilitatea unui sistem dotat cu percepție, interactivitate dinamică și lingvistică de a construi un model structural, procesual și cauzal al spațiului în care se află, de a se situa conștient în model și a-și identifica, rezolva și valoriza dependențele de modelul ambiental, prin acțiuni transformante și evaluante ale acestuia. Se consideră că raționalitatea este proprie numai omului, însă și unele animale evoluate comportamental dau dovadă de acțiuni raționale, adică de gesturi corelate cu mediul și corelate între ele, care satisfac nevoile individului sau ale colectivității.

## Caracteristici
Raționalitatea poate fi tratată ca mod operant aplicabil unui spațiu obiectual-procesual, ca ansamblu de proceduri și strategii configurante prin care un sistem informațional generează o reprezentare a realității în care se află, își definește propria modalitate, poziție și mulțime de relații dependente cu aceasta și declanșează acțiuni pentru a-și satisface nevoile funcționale.
Raționalitatea umană se bazează pe simțuri, folosite pentru a culege informații asupra stării și evoluției realității, iar informațiile primite sunt transformate în așa-numita realitate, în mulțimea de forme și evenimente care ne înconjoară. 
În continuare, prin operanzii gestuali și lingvistici, subiectul rațional separă spațiul fenomenal în componente invariante structural și cinetic și trece la identificarea de relații între totalitatea componenților diferențiați și exteriorizați modal.
Funcția supremă a unui sistem rațional este căutarea și găsirea unor relații structurale și interactive generalizate între părțile și evenimentele spațiului fenomenal care înglobează subiectul. Această acțiune organizantă, relațională, a ambientului, care explicitează forme și dependențe stabile între formele și procesele naturale, este definită drept cauzalizare a realității, iar mulțimea dependențelor identificate între stările realului este numită cauzalitate.
În realitatea cauzalizată raționalitatea operantă identifică scopuri-problemă proprii subiecților și utilizează potențialul interactiv-gestual și lingvistic colectiv pentru a le rezolva.

## Capabilități
Un sistem rațional produce schimbări de stare predeterminate în ambient, el poate construi proiecte de modificări specifice ale mediului și poate declanșa acțiuni progresiv transformante, care aduc ambientul la forma și funcția dorită.
Prin raționalitate omul actual a atins un nivel foarte înalt de construcție conceptuală a unei realități externe global cauzale, alcătuită din microcomponente, minicomponente și macrocomponente corelate cauzal, fiecare cu legile configurante și procesuale specifice. 
Modelele actuale ale universului sunt organizate științific prin legi interactive, fundamentale și derivate, care permit omului rațional să facă predicții asupra apariției de evenimente viitorviitoare și să ia măsuri de întâmpinare optimă a acestora.
Raționalitatea dăruiește omului posibilitatea de a construi unelte din ce în ce mai performante cu ajutorul cărora se pot produce ample transformări în realitate. 
Aceeași raționalitate ajută omenirea și la construirea de instrumente de observare și teorii explicativ-predictive, prin care omul investighează mai precis și în profunzime lumea în care se află pentru a o înțelege mai bine dinamic-cauzal.